# LOVE one.
『LOVE one.』（ラブ・ワン）は、西野カナの1枚目のオリジナル・アルバム。2009年6月24日にSME Recordsから発売された。

## 概要
1stシングル『I』から6thシングル『君に会いたくなるから』までのシングル6曲、カップリング1曲に新録曲を加えた全14曲を収録。過去に6枚のシングルを出していたため新曲は約半分となっている。初回生産限定盤にはこの6枚のシングルのビデオクリップを収録したDVDが付いている。
初回生産限定盤と通常盤の2形態でリリースされ、初回盤はオリジナル限定ジャケット仕様となっている。初回生産限定盤に限っては発売日時点で即日完売となり一時稀少品となっていた。
着うたなどは以前からヒットしていたがCDは『君に会いたくなるから』の19位が最高だったため、自己最高順位を大幅に更新した。

## 収録曲

### DISC 1 (CD)【全形態共通】
1. ＊Prologue＊ 〜Kirari〜 [2:40]
作詞：Kana Nishino / 作曲：ViVi / 編曲：SiZK from ★STAR GUiTAR
  - 4thシングルカップリング曲｢Kirari｣を短くしたもの。
2. 遠くても feat.WISE [5:43]
作詞：Kana Nishino、WISE / 作曲・編曲：Giorgio Cancemi
  - 5thシングル表題曲
  - 中京テレビ『SAKAE TA☆RO』09年3月度エンディングテーマ
3. doll [4:26]
作詞：Kana Nishino / 作曲・編曲：the agniss
4. Girlfriend [3:47]
作詞：Kana Nishino / 作曲：Olivia Nervo、Miriam Nervo、Bobby Huff / 編曲：SiZK from ★STAR GUiTAR
  - イントロには民謡のこぶしのようなフェイクが入っている。
5. 君の声を feat.VERBAL(m-flo) [5:29]
作詞：Kana Nishino、VERBAL(m-flo) / 作曲・編曲：Giorgio Cancemi
  - アルバムリード曲
6. Style. [4:04]
作詞：Kana Nishino / 作曲・編曲：Kazuhiko.M
  - 3rdシングル表題曲
  - テレビ東京系アニメ『ソウルイーター』エンディングテーマ
7. Life goes on... [4:46]
作詞：Kana Nishino / 作曲・編曲：Ryuichiro Yamaki
8. I [3:49]
作詞：Kana Nishino / 作曲：Olivia Nervo、Miriam Nervo、Bobby Huff / 編曲：SiZK from ★STAR GUiTAR
  - 1stシングル表題曲
  - 中京テレビ『TA☆RO』08年2月度エンディングテーマ
9. candy [3:12]
作詞・作曲：Kana Nishino、 Jeff Miyahara
10. MAKE UP [4:20]
作詞：Kana Nishino / 作曲・編曲：Kazuhiko.M
  - 4thシングル表題曲
  - アニメ映画『チョコレート・アンダーグラウンド』主題歌
11. glowly days [3:41]
作詞：Kana Nishino / 作曲：Marimo Wamoto / 編曲：SiZK from ★STAR GUiTAR
  - 2ndシングル表題曲
  - TBS系『COUNT DOWN TV』エンディングテーマ
12. celtic [4:11]
作詞：Kana Nishino / 作曲：Gajin / 編曲：Makoto Sakuma
  - 2ndシングルカップリング曲
13. 君に会いたくなるから [4:04]
作詞：Kana Nishino、Kanako Kato / 作曲：Kana Nishino、Jeff Miyahara、Kenji "JINO" Hino / 編曲：Jeff Miyahara、Kenji "JINO" Hino
  - 6thシングル表題曲
  - レコチョク CMソング
14. ＊Epilogue＊ 〜LOVE one.〜 [1:17]
作詞：Kana Nishino / 作曲：ViVi / 編曲：SiZK from ★STAR GUiTAR

・本人の意向により、歌詞は掲載されていない

### DISC 2 (DVD)【初回生産限定盤のみ】
Kana Nishino Video Clips
1. I [3:50]
2. glowly days [3:48]
3. Style. [4:08]
4. MAKE UP [4:25]
5. 遠くても feat.WISE [6:02]
6. 君に会いたくなるから [4:27]